# Instituto Carnegie

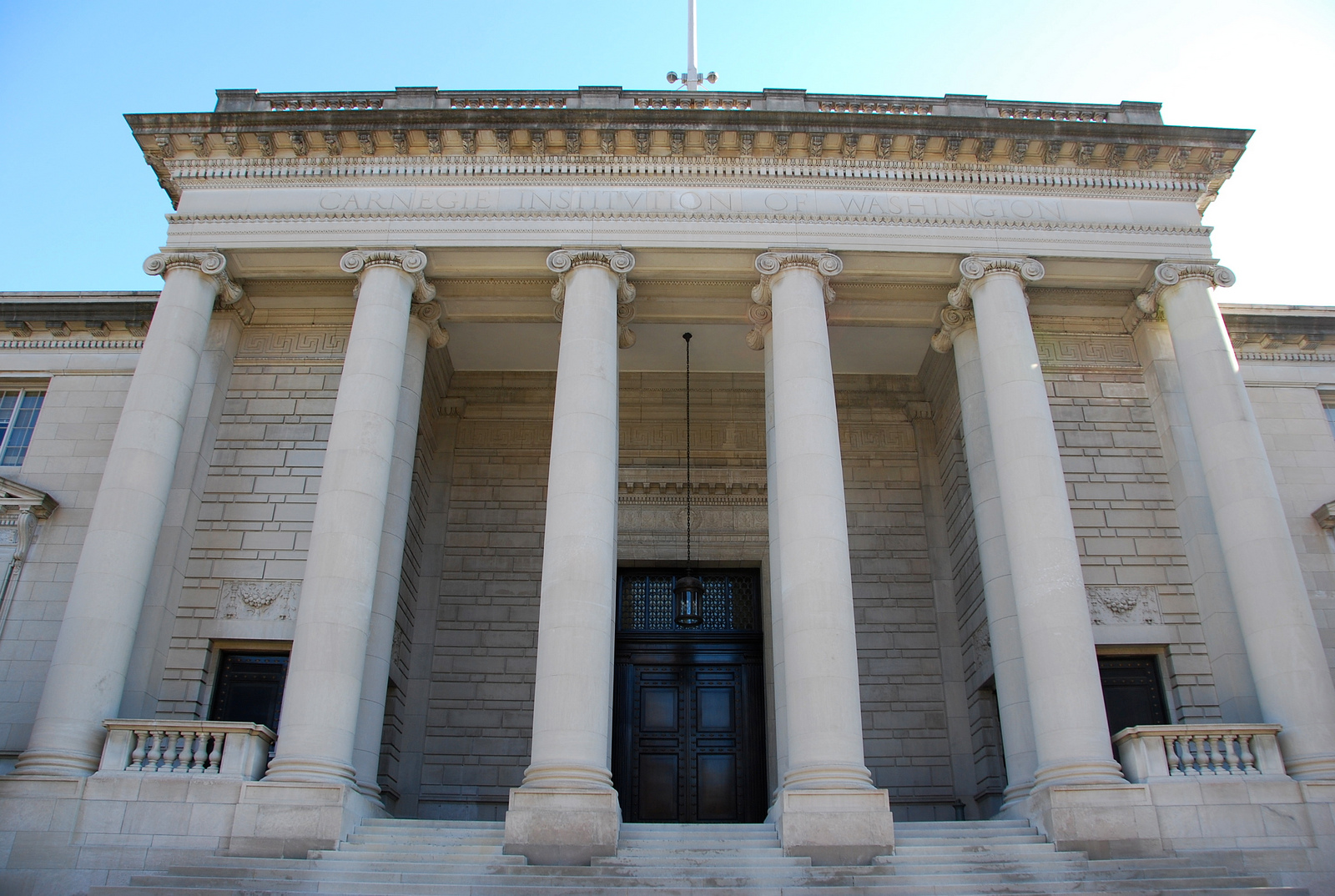
Instituto Carnegie.

El Instituto Carnegie (Carnegie Institute of Washington) es una organización sin ánimo de lucro, filantrópica, creada por Andrew Carnegie en 1902 con una donación de 22 millones de dólares.

"Se propone que se encuentran en la ciudad de Washington, una institución que integre ... en la forma liberal y la mayoría más amplia para estimular la investigación y el descubrimiento, y para mostrar la aplicación del conocimiento a la mejora de la humanidad ..." Andrew Carnegie. 28 de enero 1902.

La fundación cuenta en la actualidad con un patrimonio de cerca de 1000 millones de dólares que se destinan a sectores tales como la educación, la paz y la cooperación internacional y el desarrollo del Tercer Mundo. El Instituto Carnegie tiene su sede en Washington D. C. Richard A. Meserve se desempeña en la actualidad como presidente.

## Controversia
A comienzos del siglo XX se evidenció un gran interés por la eugenesia en Estados Unidos. Este movimiento fue apoyado por el Instituto Carnegie entre otros.

## Presidentes
- Daniel Coit Gilman (1902-1904)
- Robert S. Woodward (1904-1920)
- John C. Merriam (1921-1938)
- Vannevar Bush (1939-1955)
- Caryl P. Haskins (1956-1971)
- Philip Abelson (1971-1978)
- James D. Ebert (1978-1987)
- Edward E. David, Jr. (Presidente interino, 1987–1988)
- Maxine F. Singer (1989-2002)[2]
- Michael E. Gellert (presidente interino, enero-abril de 2003)
- Richard Meserve (abril de 2003-septiembre de 2014)
- Matthew P. Scott (1 de septiembre de 2014-31 de diciembre de 2017)
- John Mulchaey y Yixian Zheng (Copresidentes interinos del 1 de enero de 2018 al 30 de junio de 2018)
- Eric D. Isaacs (2 de julio de 2018-presente)[3]